# 中华微蛛
中华微蛛（学名：Erigone sinensis）为皿蛛科微蛛属的动物。在中国大陆，分布于甘肃等地。该物种的模式产地在甘肃。
其种加词“sinensis”意为“中华的”。